# Минут са њом
Минут са њом је осамнаести студијски албум Рибље чорбе, на албуму се налази тринаест песама. Албум је продуцирао Милан Поповић. Овај албум је био посвећен Бориној тадашњој жени Александри. По први пут још од албума Покварена машта и прљаве страсти из 1981. године, није било политичких песама на овом албуму. На овом албуму су скоро све песме љубавног карактера (са изузетком почетне „Радићу шта год хоћу").

## Чланови групе
- Бора Ђорђевић (вокал)
- Видоја Божиновић (гитара)
- Миша Алексић (бас гитара)
- Вицко Милатовић (бубњеви)
- Никола Зорић (клавијатуре)